# Guido Bontempi
Guido Bontempi (Gussago, 12 gennaio 1960) è un dirigente sportivo, ex ciclista su strada e pistard italiano.
Professionista dal 1981 al 1995, vinse sedici tappe al Giro d'Italia, cinque al Tour de France, quattro alla Vuelta a España, due Gand-Wevelgem, una Parigi-Bruxelles e una E3 Harelbeke. Si è aggiudicato anche la classifica a punti al Giro d'Italia.

## Carriera

Bontempi, in maglia ciclamino, e il compagno di squadra della Carrera Jeans Roberto Visentini, in maglia rosa, sul podio del Giro d'Italia 1986

Apparve subito come un predestinato nelle categorie giovanili, dove conseguì numerose vittorie sia su strada che su pista grazie alla sua grande esplosività che ne faceva un velocista assai temibile. Passò professionista nel 1981 e iniziò subito a farsi valere nelle volate di gruppo vincendo due tappe alla Vuelta a España e una al Giro d'Italia, dove riuscì ad indossare per un giorno anche la maglia rosa; non tralasciò l'attività su pista e dopo essersi laureato campione italiano nel keirin partecipò ai mondiali e si classificò secondo con conseguente medaglia d'argento nella stessa specialità; nella velocità il suo cammino si interruppe in semifinale dove cadde malamente mentre stava sfidando il dominatore incontrastato della specialità, ovvero il giapponese Koichi Nakano.
Su pista partecipò ai mondiali anche nel 1983 classificandosi secondo nella corsa a punti, specialità in cui fu campione italiano nello stesso anno. Su strada intanto continuò a vincere tappe nei grandi giri e sulle strade del Giro d'Italia fu autore di grandi duelli soprattutto con lo svizzero Urs Freuler e con Paolo Rosola (tra l'altro originario come lui di Gussago).
Bontempi seppe farsi valere anche sulle strade del Tour de France, tant'è che 1986 conquistò gli unici tre successi di tappa italiani della competizione. Grazie alle sue doti era in grado di reggere anche su salite brevi ma dure e ciò gli ha permesso di vincere alcune importanti classiche sia internazionali, come la Gand-Wevelgem (conquistata nel 1984 e nel 1986) e la Parigi-Bruxelles vinta nel 1986, che nazionali (si aggiudicò per tre volte il Giro del Friuli e per due volte la Tre Valli Varesine e la Coppa Bernocchi) mentre alla Milano-Sanremo sfiorò il successo in due occasioni (2º nel 1983 e 3º nel 1987). Una delle sue caratteristiche principali fu senza dubbio la tenacia; difatti nei primi anni novanta, quando ormai non aveva più il micidiale spunto in volata dei primi anni, diventò un eccellente passista capace di cercare la vittoria con la fuga da lontano; ciò gli permise di vincere qualche altra tappa sia al Giro che al Tour. Assieme a Mario Cipollini, Mark Cavendish e Alessandro Petacchi, è uno dei quattro corridori ad avere vinto una tappa in almeno 15 diverse edizioni dei tre Grandi Giri.
Chiuse la sua lunga carriera professionistica nel 1995 con il bottino di 80 vittorie su strada. Non abbandonò però l'ambiente ciclistico, diventando subito direttore sportivo, carica poi ricoperta nel team kazako Astana, dopo tre anni  alla Lampre. Attualmente è nel servizio regolatori in motocicletta per le gare ciclistiche organizzate dalla RCS Corse, tra cui Milano-Sanremo, Tirreno-Adriatico, Giro d'Italia, Il Lombardia.

## Palmarès

### Strada
- 1978 (Juniores)

1ª tappa Vöslauer Jugend Tour (Vienna > Semmering)
- 1979 (dilettanti)

Giro del Valdarno
Campionati italiani militari, Prova in linea
Gran Premio Somma
Trofeo Piva
Trofeo Papà Cervi
- 1980 (dilettanti)

Giro delle Tre Provincie
Coppa Città di Melzo
Trofeo Piva
Trofeo Papà Cervi
- 1981 (Inoxpran, quattro vittorie)

1ª tappa Ruota d'Oro (Usmate > Usmate)
1ª tappa Vuelta a España (Santander > Avilés)
3ª tappa Vuelta a España (León > Salamanca)
1ª tappa, 1ª semitappa Giro d'Italia (Trieste > Bibione)
- 1982 (Inoxpran, tre vittorie)

1ª tappa Giro di Puglia (Maglie > Maglie)
14ª tappa Giro d'Italia (Pescara > Urbino)
Giro del Friuli
- 1983 (Inoxpran, nove vittorie)

2ª tappa Giro di Sardegna (Cagliari > Carbonia)
1ª tappa Tirreno-Adriatico (Santa Marinella > Lago di Vico)
1ª tappa Vuelta al País Vasco (Legorreta > Legorreta)
5ª tappa, 1ª semitappa Vuelta al País Vasco (Vitoria > Azpeitia)
1ª tappa Giro di Puglia (Ostuni > Castellaneta Marina)
2ª tappa Giro d'Italia (Mantova > Comacchio)
8ª tappa Giro d'Italia (Salerno > Terracina)
1ª tappa Ruota d'Oro (Valbrembo > Brembate di Sopra)
Giro del Piemonte
- 1984 (Carrera Jeans, sei vittorie)

Prologo Tirreno-Adriatico (Forio d'Ischia, cronometro)
Gand-Wevelgem
3ª tappa Giro di Puglia (Manfredonia > Ostuni)
21ª tappa Giro d'Italia (Arabba > Treviso)
1ª tappa Ruota d'Oro (Padenghe sul Garda > Manerba del Garda)
Millemetri del Corso di Mestre
- 1985 (Carrera Jeans, quattro vittorie)

2ª tappa Giro del Trentino (Castello Tesino > Malé-Val di Sole)
2ª tappa Ruota d'Oro (Padenghe sul Garda > Manerba del Garda)
4ª tappa Ruota d'Oro (Salò > Levico Terme)
5ª tappa Giro di Danimarca (Aalborg > Aarhus)
- 1986 (Carrera Jeans, tredici vittorie)

Giro della Provincia di Reggio Calabria
Gand-Wevelgem
7ª tappa Giro d'Italia (Potenza > Baia Domizia)
10ª tappa Giro d'Italia (Rieti > Pesaro)
11ª tappa Giro d'Italia (Pesaro > Castiglione del Lago)
17ª tappa Giro d'Italia (Foppolo > Piacenza)
20ª tappa Giro d'Italia (Pejo > Bassano del Grappa)
5ª tappa Tour de France (Villers-sur-Mer > Cherbourg)
21ª tappa Tour de France (Clermont-Ferrand > Nevers)
22ª tappa Tour de France (Cosne-sur-Loire > Parigi/Champs Elysées)
Coppa Placci
Tre Valli Varesine
Parigi-Bruxelles
- 1987 (Carrera Jeans, sette vittorie)

1ª tappa Giro di Puglia (Lucera > Rodi Garganico)
2ª tappa Giro di Puglia (Rodi Garganico > Cerignola)
Classifica generale Giro di Puglia
1ª tappa Settimana Ciclistica Internazionale (Avola > Avola)
12ª tappa Giro d'Italia (Osimo > Bellaria)
Coppa Bernocchi
Giro del Friuli
- 1988 (Carrera Jeans, otto vittorie)

1ª tappa Settimana Ciclistica Internazionale (Castellammare del Golfo  > Palermo)
5ª tappa Settimana Ciclistica Internazionale (Licata > Avola)
E3 Prijs Harelbeke
2ª tappa Giro d'Italia (Urbino > Ascoli Piceno)
5ª tappa Giro d'Italia (Vieste > Santa Maria Capua Vetere)
Prologo Tour de France (Pornichet > La Baule)
Giro del Friuli
Coppa Bernocchi
- 1990 (Carrera Jeans, sei vittorie)

1ª tappa, 1ª semitappa Vuelta a la Comunidad Valenciana (Cullera > Cullera)
2ª tappa Vuelta a la Comunidad Valenciana (Cullera > Elda)
1ª tappa, 2ª semitappa Setmana Catalana de Ciclisme (Torredembarra > Lleida)
1ª tappa Giro di Puglia (Manfredonia > Manfredonia)
Classifica generale Giro di Puglia
18 tappa Tour de France (Castillon-la-Bataille > Limoges)
- 1991 (Carrera Jeans, quattro vittorie)

10ª tappa Vuelta a España (Lloret de Mar > Andorra)
15ª tappa Vuelta a España (Santo Domingo de la Calzada > Santander)
2ª tappa Tour de Luxembourg (Bettembourg > Bettembourg)
Tre Valli Varesine
- 1992 (Carrera Jeans, tre vittorie)

6ª tappa Giro d'Italia (Roccaraso > Melfi)
8ª tappe Giro d'Italia (Aversa > Latina)
5ª tappa Tour de France (Nogent-sur-Oise > Wasquehal)
- 1993 (Carrera Jeans, tre vittorie)

3ª tappa Vuelta a la Comunidad Valenciana (Xabia > L'Alcúdia de Crespins)
1ª tappa Giro del Trentino (Riva del Garda > Trento)
6ª tappa Giro d'Italia (Villafranca Tirrena > Messina)

#### Altri successi
- 1979 (Dilettanti)

1ª tappa Ruota d'Oro (Usmate > Usmate)
Classifica a squadre Ster van het Zuiden
- 1982 (Inoxpran)

Circuito di Trapani
- 1983 (Inoxpran)

Circuito degli Assi - Napoli
- 1986 (Carrera Jeans)

Classifica a punti Giro d'Italia
Gouden Pijl-Emmen
- 1987 (Carrera Jeans)

Circuito di San Donà di Piave
3ª tappa Giro d'Italia (Lerici > Lido di Camaiore, cronosquadre)
2ª tappa Tour de France (Berlino, cronosquadre)
Criterium di Linne
Criterium di Sint-Truiden
- 1988 (Carrera Jeans)

Circuito di Bologna
Criterium di Montebelluna
- 1990 (Carrera Jeans)

Classifica a punti Vuelta a la Comunidad Valenciana
- 1992 (Carrera Jeans)

Criterium di Bavikhove
Criterium di Berlino
- 1995 (Gewiss)

3ª tappa Tour de France (Mayenne > Alençon, cronosquadre)

### Pista
- 1978

Campionati italiani, Chilometro Juniores
Campionati italiani, Inseguimento individuale Juniores
- 1981

Campionati italiani, Keirin
- 1983

Campionati italiani, Corsa a punti

## Piazzamenti

### Grandi Giri
- Giro d'Italia

1981: non partito (12ª tappa)
1982: ritirato
1983: ritirato (10ª tappa)
1984: 93º
1985: 107º
1986: 99º
1987: 108º
1988: 91º
1990: 118º
1992: 40º
1993: 60º
1994: 69º
- Tour de France

1982: ritirato (17ª tappa)
1985: 112º
1986: 92º
1987: 119º
1988: 106º
1989: ritirato (10ª tappa)
1990: 122º
1991: 96º
1992: 75º
1994: 90º
1995: 89º
- Vuelta a España

1981: ritirato (14ª tappa)
1991: 47º
1992: 62º

### Classiche monumento
- Milano-Sanremo

1982: ritirato
1983: 2º
1984: ritirato
1985: ritirato
1986: 15º
1987: 3º
1988: 20º
1989: 50º
1992: 60º
1993: 29º
- Giro delle Fiandre

1985: ritirato
1986: 33º
1987: 38º
1988: ritirato
1990: 16º
1991: 13º
1992: 18º
1993: 58º
1994: 7º
1995: 36º
- Parigi-Roubaix

1986: 31º
1987: 18º
1988: 42º
1990: 42º
1991: 14º

### Competizioni mondiali
- Campionati del mondo su strada

Colorado Springs 1986 - In linea: 14º
Villach 1987 - In linea: 26º
Ronse 1988 - In linea: 62°
Stoccarda 1991 - In linea: ritirato
- Campionati del mondo su pista

Brno 1981 - Keirin: 2º
Zurigo 1983 - Corsa a punti: 2º
- Giochi olimpici

Mosca 1980 - Chilometro: 4º
Mosca 1980 - Inseguimento a squadre: 4º

## Riconoscimenti
- Giglio d'Oro: 1986